# Gerald FitzMaurice, I lord de Offaly
Gerald FitzMaurice, jure uxoris I lord de Offaly (c. 1150-15 de enero de 1204) fue un noble cambro-normando que participó con su padre, Maurice FitzGerald, Señor de Lanstephan, en la invasión de Irlanda (1169-71). Junto con sus cinco hermanos y una hermana Nesta fundó la dinastía FitzGerald/FitzMaurice que jugaría un papel crucial en la historia irlandesa. 
Por derecho de su mujer, la heredera Eve de Bermingham, Gerald recibió la baronía de Offaly, convirtiéndose en el primer primer lord. Es el antepasado de las ramas de Kildare y Leinster de la dinastía.
Su padre Maurice recibió el señorío de Offelan al norte del condado de Kildare en 1175 de Strongbow.

## Familia
Gerald Fitzmaurice nació en Gales aproximadamente en 1150, el segundo hijo de Maurice Fitzgerald, Señor de Lanstephan y una segunda esposa desconocida. Gerald tuvo una hermana, Nesta, que fue nombrada por su celebrada abuela, Nest ferch Rhys, y cinco hermanos, incluyendo al mayor, William FitzMaurice, Barón de Naas.

## Carrera
El padre de Gerald era el líder del primer grupo de normandos que desembarcaron en Irlanda en 1169 para ayudar el Rey irlandés exiliado de Leinster Dermot MacMurrough a recuperar su reino. Acompañando a su padre de Gales a Irlanda, él y su hermano Alexander mostraron gran valor en la lucha contra Rory O'Connor ante los muros de Dublín en 1171. A la muerte de su padre, el 1 de septiembre de 1176, su hermano mayor William le concedió la mitad del cantred de Ophelan con centros en Maynooth y Rathmore. Fue confirmado en ellos por el Príncipe Juan en 1185. 
William Fitzaldhelm le privó a él y sus hermanos de su fortaleza de Wicklow, aunque después de un tiempo les entregó Fern a cambio. Ya había recibido de manos de Strongbow el pueblo de Naas y otros distritos que formarían el Condado de Kildare, y había levantado Maynooth Castle.
En 1197, participó en la conquista de Limerick adquiriendo Croom, en el Condado Limerick.
En 1199, aunque habiendo recibido cartas del protección del rey Juan, recibió órdenes para "hacer bien" a Maurice Fitzphilip para las tierras de 'Gessil y Lega', que había tomado de Maurice. Entre 1185 y 1204, Fitzgerald, había establecido un poblamiento en Geashill. Originalmente una mota castral, era un castillo de madera en una elevación, cerca de la que se localizaban la iglesia y las viviendas de los arrendatarios. A su muerte Gerald aún era dueño de aquellas propiedades. En el siglo XV la fortaleza de madera de Geashill fue reemplazado por una torre de piedra. Hoy, sólo la pared del oeste sobrevive.  
Es a menudo descrito como 'Barón Offaly,' el medio cantred del cual había estado entre las posesiones de su padre. Murió alrededor del 15 de enero de 1204.
Gerald es descrito por su primo, Giraldus Cambrensis, como pequeño en estatura, pero distinguido por su prudencia y honradez. Fue el antepasado patrilineal  de los condes de Kildare.

## Matrimonio y descendencia
En algún momento alrededor de 1193, se casó con Eve de Bermingham (muerta entre junio de 1223 y diciembre de 1226), hija de Sir Robert de Bermingham. En matrimonio, recibióa la baronía de Offaly, convirtiéndose el primer Fitzgerald Señor de Offaly. Eve y Gerald tuvieron un hijo:
- Maurice FitzGerald, II Lord de Offaly, Justiciar de Irlanda (1194- 20 de mayo de 1257), casado con Juliana N.N. con la que tuvo cuatro hijos.

A su muerte el 15 de enero de 1204, Eve se casaría dos veces más. Su segundo marido fue Geoffrey FitzRobert, y su tercer esposo, con quien se casó después de 1211, fue Geoffrey de Marisco, Justiciar de Irlanda.